# Kuuskari (ö i Satakunta, Raumo, lat 61,08, long 21,77)
Kuuskari är en halvö i Finland. Den ligger i sjön Kauklaistenjärvi och i kommunen Raumo i den ekonomiska regionen  Raumo ekonomiska region  och landskapet Satakunta, i den sydvästra delen av landet, 200 km nordväst om huvudstaden Helsingfors.